# Cuisine du Fujian

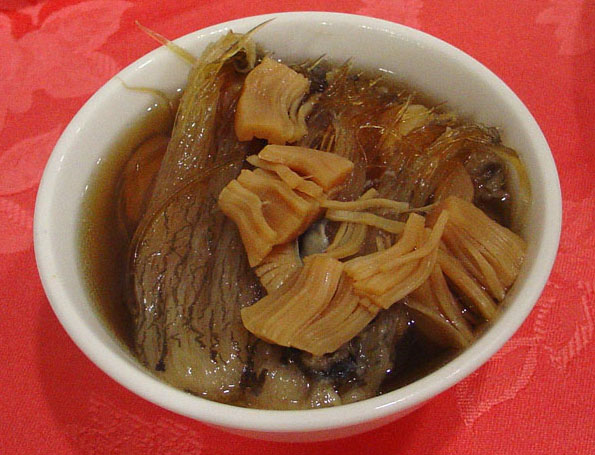
Bouddha saute par-dessus le mur.

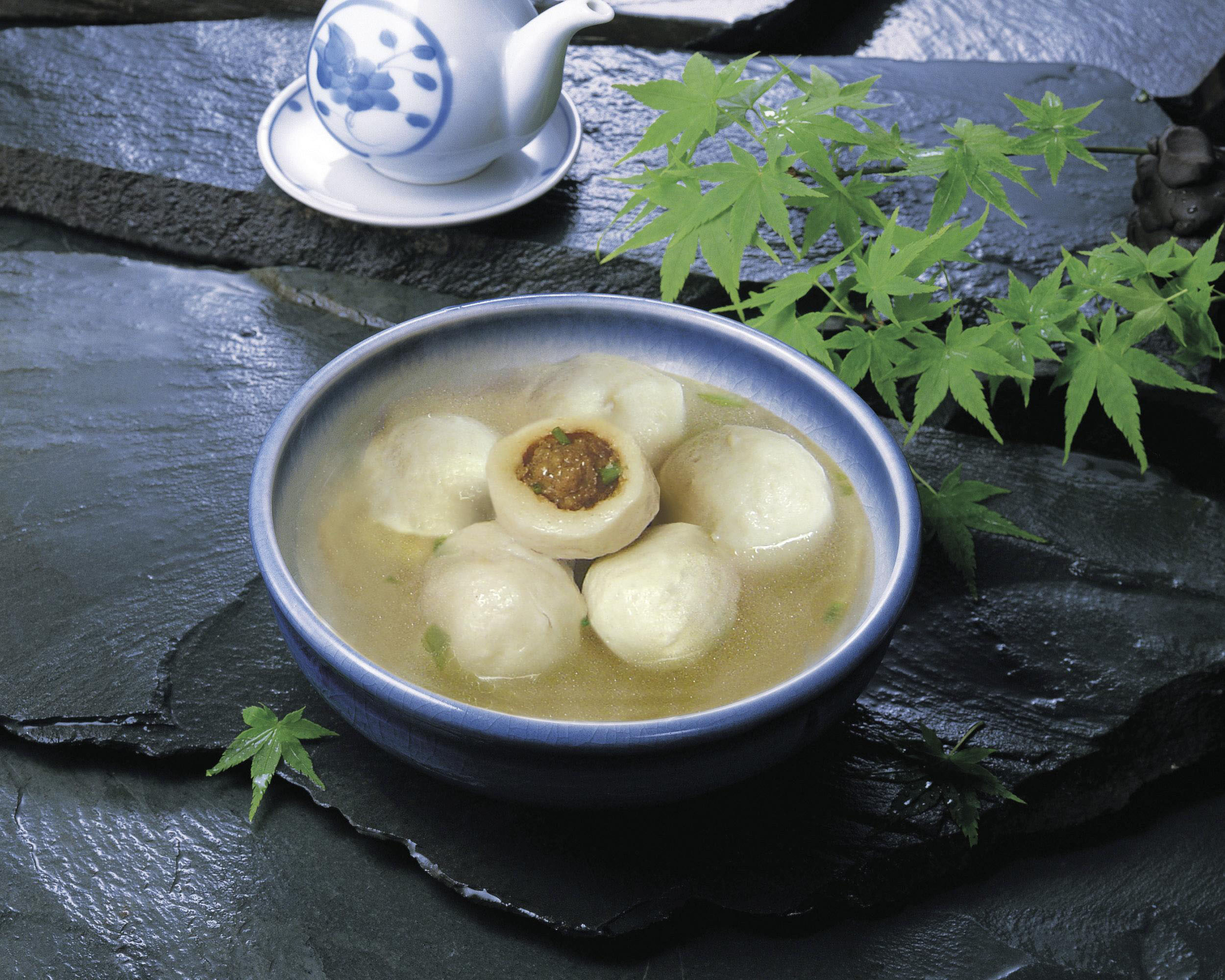
Boulette de poisson en soupe.

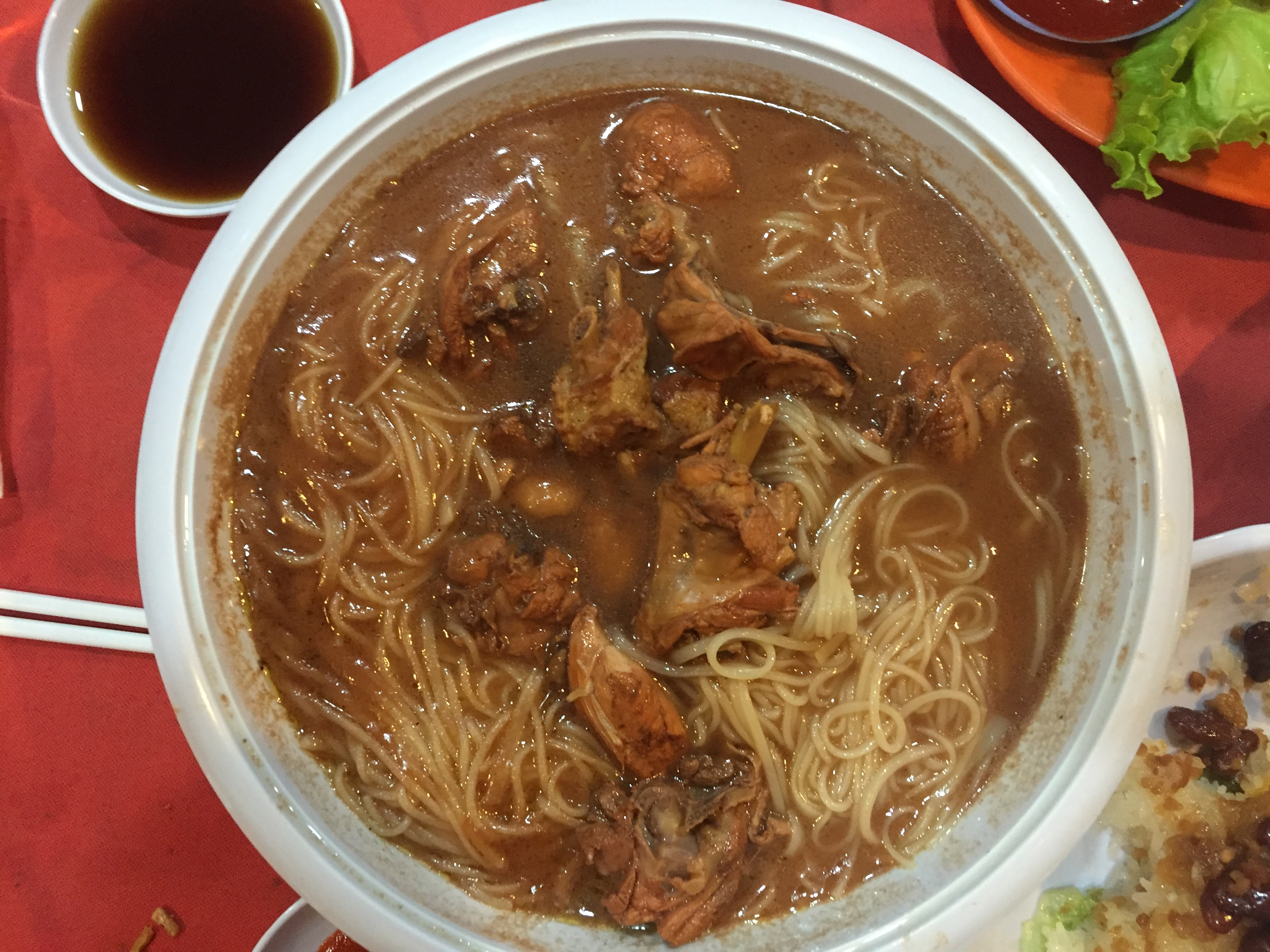
Poulet au vin rouge du Fujian.

La cuisine du Fujian est l'une des huit grandes cuisines régionales de la Chine, groupées parfois en quatre familles, connue sous le nom de mincai (闽菜, mǐncài). Elle est connue pour sa présentation et ses goûts savoureux et légers, et pour ses soupes, sa plus grande caractéristique.
Le Fujian (福建, fújiàn) est une province côtière située au sud-est de la Chine. À part les villes côtières, c’est une région montagneuse dont une grande partie est difficile d'accès. Le climat est subtropical, avec des étés très chauds et humides et des hivers doux, sauf dans les régions montagneuses où l'hiver peut être très froid. Le chef-lieu est Fuzhou.

## Description
Un ingrédient important pour donner de la saveur et de la couleur est un vin de riz fabriqué à partir de riz glutineux et fermenté avec de la levure rouge. Le Fujian produit beaucoup de fruits de mer comme l'anguille, les coquillages, la seiche, la sciène et le concombre de mer. Pour cette raison, la préparation des fruits de mer caractérise la cuisine du Fujian qui est divisée traditionnellement en trois styles :
- le style Fuzhou, léger par rapport à d’autres styles, souvent avec un goût aigre-doux. La soupe joue un rôle important ; il est dit qu’« une soupe peut avoir dix formes » (一湯十變, yītāng shíbiàn) ;
- le style Minxi de l’ouest, plutôt épicé avec des méthodes de cuisson à la vapeur ou de friture rapide ;
- le style Quanzhou au sud, le moins huileux des styles, mais avec la saveur la plus forte, et l'insistance sur la découpe de chaque ingrédient.

Il y a beaucoup de restaurants bon marché où l’on mange des spécialités pour deux yuans, les « gargotes à deux yuans ».

## Plats représentatifs
- Bouddha saute par-dessus le mur (佛跳墙, fó tiào qiáng).
- Omelette aux huîtres (牡蛎煎蛋, mǔlì jiāndàn).
- Popiah (en langue régionale min) : crêpe au navet, saucisse, crevettes, etc. (薄饼, bó bǐng).
- Boulette de poisson (魚丸, yúwán), la matière est proche du surimi, c'est la version du Fujian, il y a une autre version de ce plat dans la cuisine de Hubei.
- Crabe ivre (醉酒的螃蟹, zuìjiǔ de pángxiè).
- Poisson (ici perche) en forme de chrysanthème (菊花形状的鱼, júhuā xíngzhuàng de yú).
- Viande de porc en forme de litchi (荔枝形状的猪肉, lìzhī xíngzhuàng de zhūròu).
- Escargot parfumé au vin de riz (芬芳蜗牛与米酒, fēnfāng wōniú yǔ mǐjiǔ).